# Dead End in Tokyo European Edition
「Dead End in Tokyo European Edition」（デッド・エンド・イン・トーキョー・ヨーロピアン・エディション）は、MAN WITH A MISSIONの1作目の配信限定EP。2017年6月21日にSony Music Records（Sony Music Labels）から配信された。

## 概要
- 自身初の配信限定EP[注 1]。
- 2017年6月22日からスタートする自身のヨーロッパツアーにあわせてヨーロッパのみでリリースされる予定の商品だったが、日本のファンにも届けたいというメンバーの想いから配信決定に至った[1]。尚、ヨーロッパにてCDとして発売された本作は輸入盤扱いとして日本でも販売されている為入手する事が出来る。
- 収録曲は、主に自身の7thシングル『Dead End in Tokyo』から構成されており、それに加え新曲「Dog Days」や、アニメタイアップ曲の「Raise your flag」「Seven Deadly Sins」を収録し、更に、The World's On Fire TOUR 2016のライブ音源を3曲収録している。

## 収録曲
※M-7以降はライブ音源。
1. Dog Days [4:14]
作詞：Kamikaze Boy, Jean-Ken Johnny
作曲：Kamikaze Boy
編曲：MAN WITH A MISSION, 中野雅之
  - 新曲
  - アサヒビール「アサヒドライゼロ」CMソング[2]
  - CDでは6曲目に収録
2. Dead End in Tokyo [3:41]
作詞・作曲：Kamikaze Boy, Jean-Ken Johnny, Patrick Stump
編曲：MAN WITH A MISSION
  - 7thシングル
  - 映画『新宿スワンⅡ』主題歌
  - CDでは1曲目に収録
3. Hey Now [5:31]
作詞：Jean-Ken Johnny
作曲：Jean-Ken Johnny, DJ Santa Monica
編曲：MAN WITH A MISSION, 中野雅之
  - 配信限定2ndシングル
  - ソニー「ハイレゾ級ワイヤレス」CMソング
  - CDでは2曲目に収録
4. Brave It Out [4:02]
作詞：Kamikaze Boy, Jean-Ken Johnny
作曲：Kamikaze Boy
編曲：MAN WITH A MISSION
  - 7thシングルカップリング
  - スーパーラグビー ヒト・コミュニケーションズ「サンウルブズ」2017年公式テーマソング
  - CDでは3曲目に収録
5. Raise your flag [4:07]
作詞：Kamikaze Boy, Jean-Ken Johnny
作曲：Kamikaze Boy
編曲：MAN WITH A MISSION, 大島こうすけ
ストリングスアレンジ：大島こうすけ, 池田大介
  - 5thシングル
  - MBS・TBS系アニメ『機動戦士ガンダム 鉄血のオルフェンズ』第1クールオープニングテーマ
  - CDでは4曲目に収録
6. Seven Deadly Sins [3:24]
作詞：Kamikaze Boy, Jean-Ken Johnny
作曲：Kamikaze Boy
編曲：MAN WITH A MISSION, Don Gilmore, 大島こうすけ
  - 4thシングル
  - MBS・TBS系テレビアニメ『七つの大罪』第2クールオープニングテーマ
  - CDでは5曲目に収録
7. Survivor - live from The World’s On Fire Tour [4:33]
8. Give it Away – live from The World’s On Fire Tour [3:17]
9. The World's On Fire – live from The World’s On Fire Tour [4:30]
  - ライブ音源3曲はCDではボーナストラックとして収録